# Undă de șoc oblică

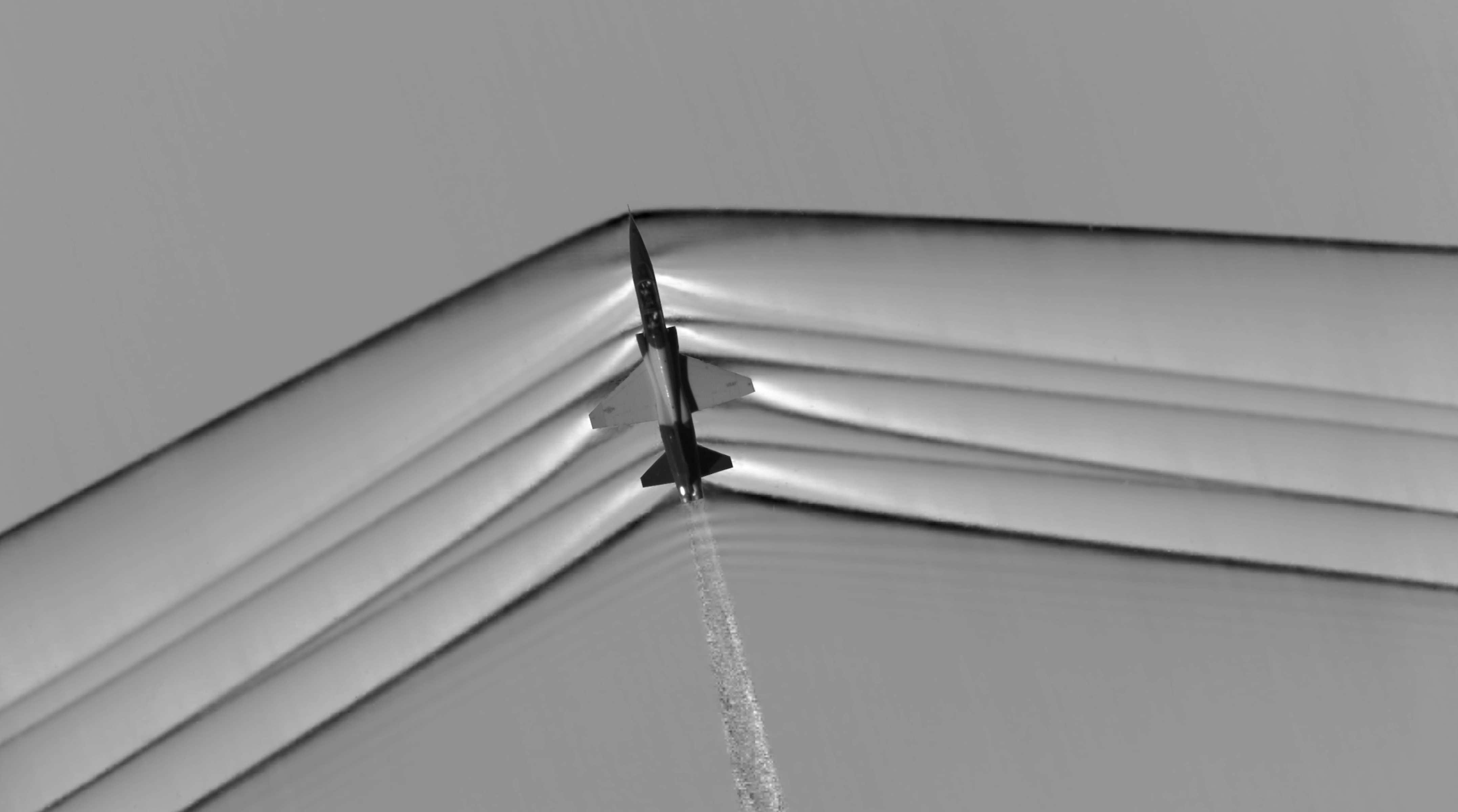
Undă de șoc oblică la botul unui avion Northrop T-38 Talon este vizibil prin fotografiere Schlieren

O undă de șoc oblică este o undă de șoc care, spre deosebire de o undă de șoc normală, este înclinată față de direcția generală a fluidului. Apare atunci când o curgere supersonică întâlnește un colț care transformă efectiv curgerea și comprimă fluidul. Liniile de curent⁠(d) din amonte sunt deviate uniform după unda de șoc. Cea mai comună modalitate de a produce o undă de șoc oblică este de a plasa o pană în curgerea compresibilă supersonică. Similar unei unde de șoc normale, unda de șoc oblică constă dintr-o zonă foarte subțire în care au loc modificări aproape discontinue ale proprietăților termodinamice ale unui gaz. În timp ce direcțiile de curgere în amonte și în aval rămân neschimbate în timpul unui șoc normal, situația este diferită la curgerea printr-o undă de șoc oblică.
Pentru manipulări matematice, este întotdeauna posibilă transformarea unei unde șoc oblice într-una normală printr-o transformare Galilei⁠(d).

## Teorie

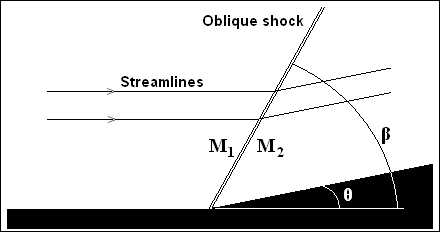
Curgerea supersonică întâlnește o pană și este deviată uniform, formând o undă de șoc oblică

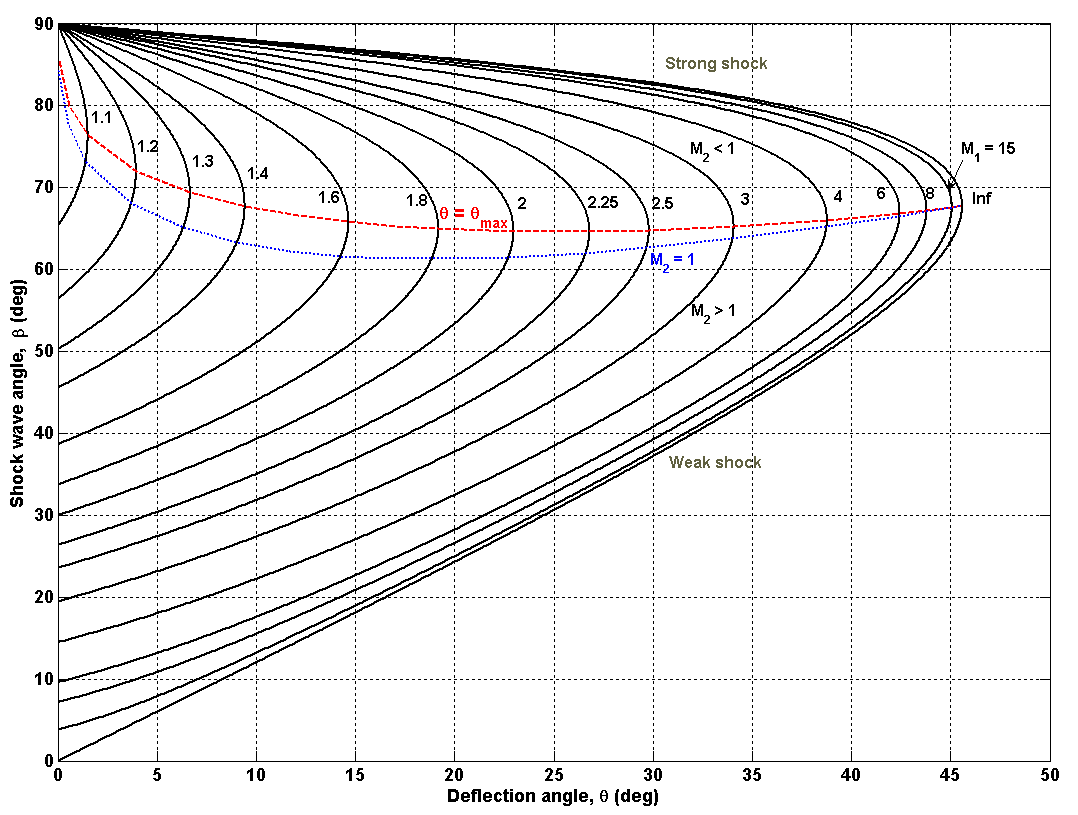
Această diagramă prezintă unghiul undei de șoc oblice, β, în funcție de unghiul colțului, θ, pentru câteva linii cu M_{1} constant. Linia roșie separă cazurile puternice de cele slabe. Linia albastră reprezintă locul geometric al punctelor în care numărul Mach din aval devine sonic, Diagrama presupune că ceea ce este valabil pentru un gaz ideal biatomic.

Pentru un număr Mach dat, M1, și un unghi al colțului θ, se poate calcula unghiul undei de șoc oblice, β, și numărul Mach în aval, M2. Spre deosebire de o undă șoc normală, unde M2 trebuie să fie întotdeauna mai mic de 1, la unda de șoc oblică M2 poate fi supersonic (undă de șoc slabă) sau subsonic (undă de șoc puternică). Cazurile slabe sunt adesea observate la geometrii de curgere deschise în atmosferă (cum ar fi în exteriorul unui vehicul de zbor). Cazurile puternice pot fi observate la geometrii confinate (cum ar fi în interiorul unei admisii de aer). Undele de șoc puternice sunt necesare atunci când curgerea trebuie să se potrivească cu condiția de presiune înaltă din aval. De asemenea, apar modificări discontinue ale presiunii, densității și temperaturii, care cresc toate în aval de undele de șoc oblice.

### Ecuațiaθ-β-M
Folosind ecuația de continuitate și faptul că componenta tangențială a vitezei nu se modifică de-a lungul undei de șoc, relațiile trigonometrice conduc în cele din urmă la ecuația θ-β-M, care prezintă θ ca o funcție de M1, β și  γ, unde γ este coeficientul de transformare adiabatică.
{\displaystyle \tan \theta =2\cot \beta \ {\frac {M_{1}^{2}\sin ^{2}\!\beta -1}{M_{1}^{2}(\gamma +\cos 2\beta )+2}}}
Este mai intuitiv să se dorească rezolvarea pentru β în funcție de M1 și θ, dar această abordare este mai complicată, astfel că valorile sale sunt adesea conținute în tabele sau calculate printr-o metodă numerică⁠(d).

### Unghiul de deflexie maxim
În ecuația θ-β-M există un unghi maxim la colț, θMAX, pentru orice număr Mach în amonte. Când θ > θMAX, unda de șoc oblică nu mai este atașată de colț și este înlocuită de o undă de șoc frontală în arc, detașată. O diagramă θ-β-M, comună în majoritatea manualelor de curgeri compresibile, prezintă o serie de curbe care vor indica θMAX pentru fiecare număr Mach. Relația θ-β-M va produce două unghiuri β pentru un θ și M1 date, unghiul mai mare corespunzând undei de șoc puternice, iar cel mai mic celei slabe. Unda de șoc slabă este aproape întotdeauna observată experimental.
Creșterea presiunii, densității și temperaturii după o undă de șoc oblică pot fi calculate după cum urmează:
{\displaystyle {\frac {p_{2}}{p_{1}}}=1+{\frac {2\gamma }{\gamma +1}}(M_{1}^{2}\sin ^{2}\!\beta -1)}
{\displaystyle {\frac {\rho _{2}}{\rho _{1}}}={\frac {(\gamma +1)\ M_{1}^{2}\sin ^{2}\!\beta }{(\gamma -1)M_{1}^{2}\sin ^{2}\!\beta +2}}}
{\displaystyle {\frac {T_{2}}{T_{1}}}={\frac {p_{2}}{p_{1}}}{\frac {\rho _{1}}{\rho _{2}}}.}
M2 se obține după cum urmează, unde θ este unghiul de deviere a curgerii după unda de șoc:
{\displaystyle M_{2}={\frac {1}{\sin(\beta -\theta )}}{\sqrt {\frac {1+{\frac {\gamma -1}{2}}M_{1}^{2}\sin ^{2}\!\beta }{\gamma M_{1}^{2}\sin ^{2}\!\beta -{\frac {\gamma -1}{2}}}}}.}

## Aplicații ale undelor de șoc

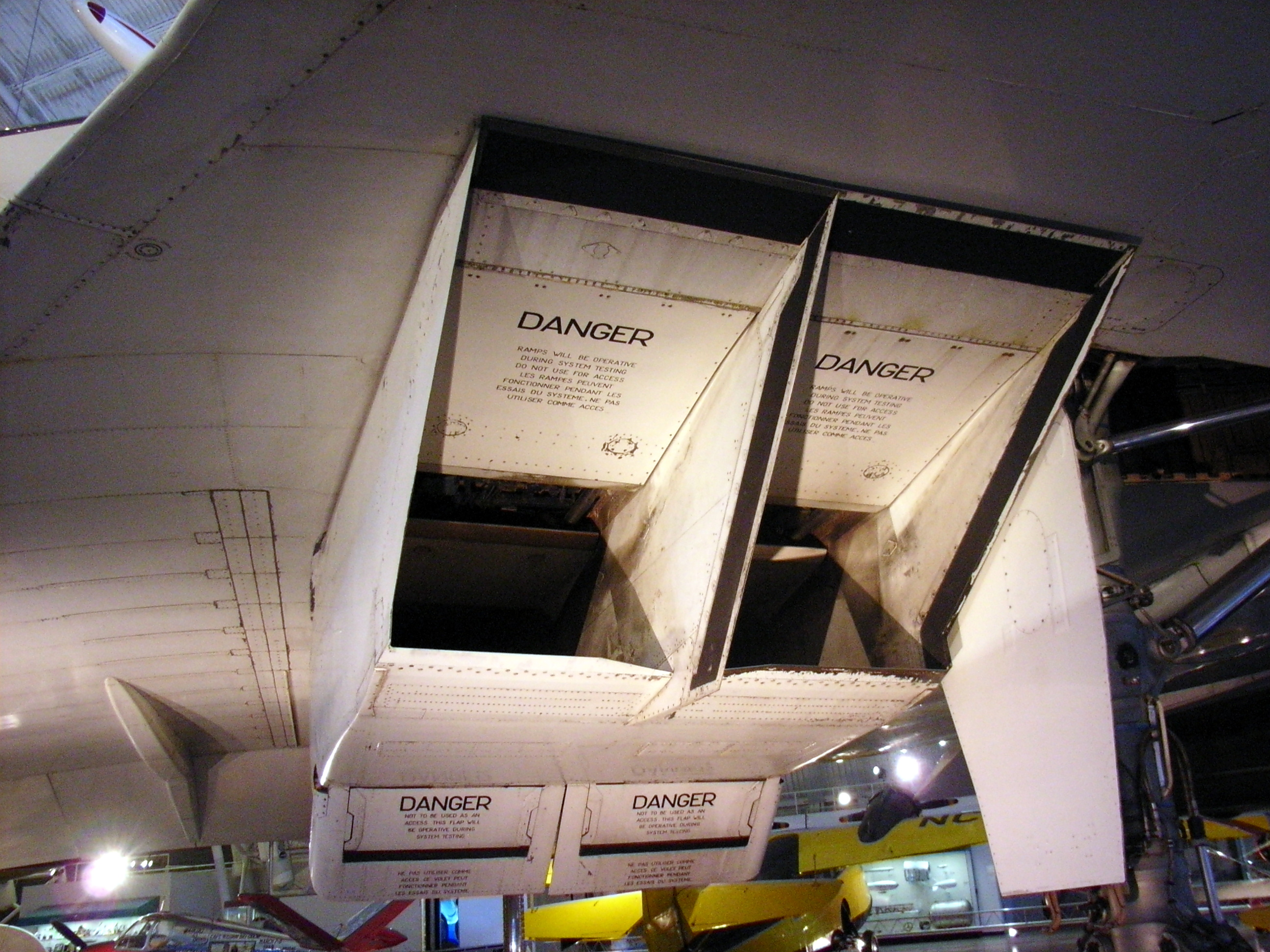
Sistemul de admisie a aerului la Concorde

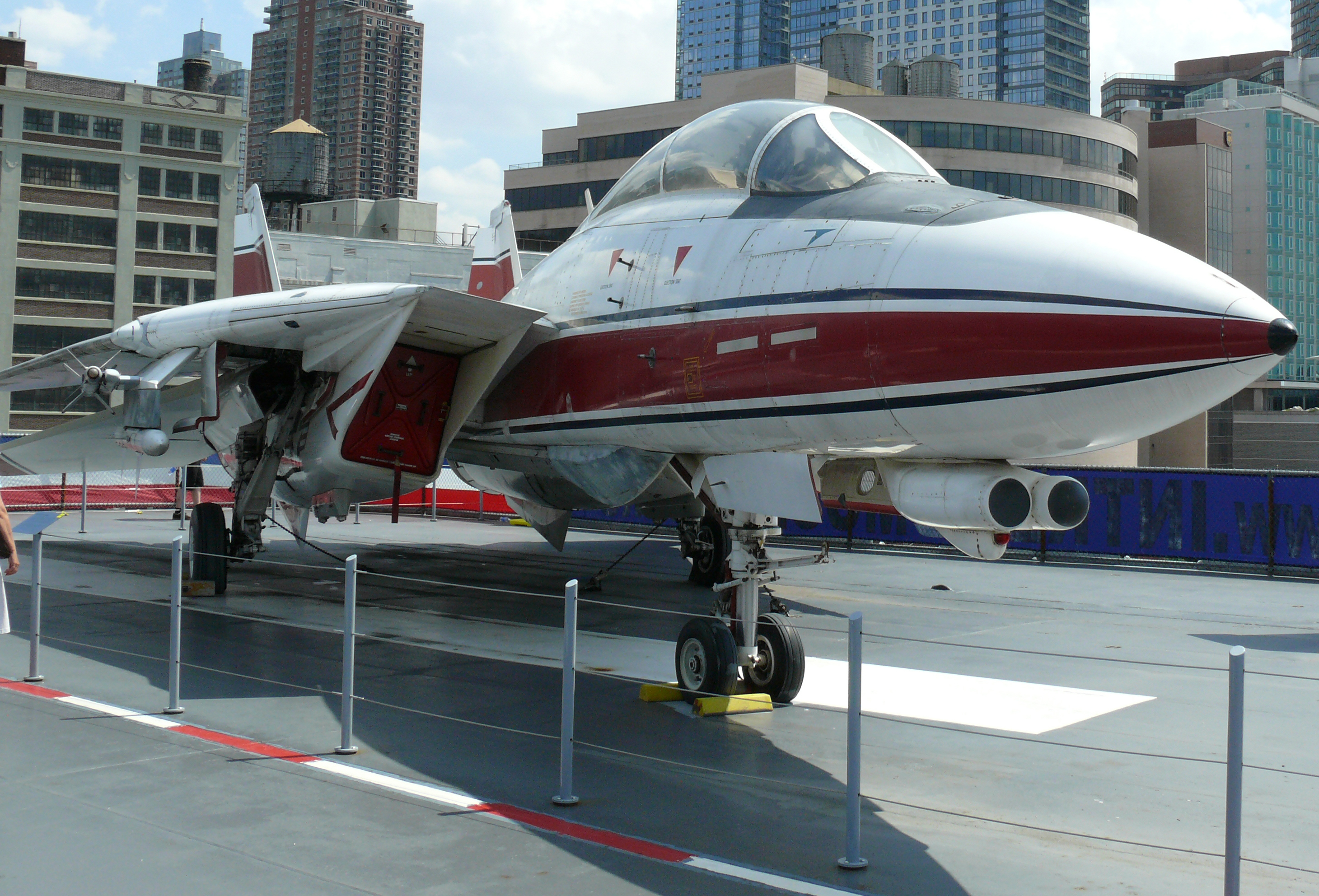
Admisiile de aer în formă de pană ale F-14D Tomcat

Undele de șoc oblice sunt adesea preferabile în aplicațiile inginerești în comparație cu cele normale. Acest lucru poate fi atribuit faptului că utilizarea uneia sau a unei combinații de unde de șoc oblice are ca rezultat condiții mai favorabile în spatele undei de șoc (o creștere mai mică a entropiei, o pierdere mai mică de presiune de stagnare etc.) în comparație cu utilizarea unei singure unde de șoc normale. Un exemplu al acestei tehnici poate fi văzut în proiectarea admisiilor de aer pentru motoarele avioanelor supersonice. Un tip de admisii are formă de pană pentru a comprima aerul care intră în camera de ardere, minimizând în același timp pierderile termodinamice. Primele admisii de aer ale motoarelor cu reacție ale avioanelor supersonice au fost proiectate folosind comprimarea într-o singură undă de șoc normală, dar această abordare limitează numărul Mach realizabil la cel mult 1,6. Concorde (care a zburat pentru prima dată în 1969) a folosit admisii de aer în formă de pană cu geometrie variabilă pentru a atinge o viteză maximă de Mach 2,2. O soluție similară a fost folosită și la F-14 Tomcat (F-14D a fost livrat pentru prima dată în 1994) care a atins o viteză maximă de Mach 2,34.
Multe aripi de aeronave supersonice sunt proiectate în jurul unui profil rombic subțire. Plasarea unui obiect în formă de romb la un unghi de atac față de liniile de curent ale curgerii supersonice va duce la două șocuri oblice care se propagă din vârful frontal (bordul de atac) peste partea superioară (extradosul) și inferioară (intradosul) a aripii, cu destinderi Prandtl–Meyer⁠(d) care apar în dreptul celor două colțuri ale rombului, cele mai apropiate de bordul de atac. Atunci când este proiectată corect, această configurație generează portanță.

## Unde și limita hipersonică
Pe măsură ce numărul Mach al curgerii din amonte devine din ce în ce mai hipersonic, ecuațiile pentru presiune, densitate și temperatură după unda de șoc oblică ating o limită matematică. Rapoartele de presiune și densitate pot fi exprimate ca:
{\displaystyle {\frac {p_{2}}{p_{1}}}\approx {\frac {2\gamma }{\gamma +1}}\ M_{1}^{2}\sin ^{2}\!\beta }
{\displaystyle {\frac {\rho _{2}}{\rho _{1}}}\approx {\frac {\gamma +1}{\gamma -1}}.}
Pentru o aproximare a gazului atmosferic ca fiind un gaz perfect, pentru γ = 1,4 limita hipersonică pentru raportul densității este 6. Totuși, disocierea hipersonică după unda de șoc a O2 și N2 în O și N scade γ, permițând raporturi de densitate mai mari în natură. Raportul de temperatură hipersonic este:
{\displaystyle {\frac {T_{2}}{T_{1}}}\approx {\frac {2\gamma \ (\gamma -1)}{(\gamma +1)^{2}}}\ M_{1}^{2}\sin ^{2}\!\beta .}